# Map of the Soul: Persona
Map of the Soul: Persona é o sexto mini álbum, ou extended play (EP), 13º lançamento no geral do grupo masculino sul-coreano BTS. Foi lançado em 12 de abril de 2019 pela Big Hit Entertainment, tendo a canção "Boy with luv", uma colaboração com a cantora estadunidense Halsey, como primeiro single principal. O álbum estreou em primeiro lugar no chart de álbuns US Billboard 200, fazendo que com o BTS batesse a marca histórica dos Beatles ao colocarem três álbuns no topo da parada norte-americana em menos de um ano. 
O álbum também tornou-se o mais vendido de toda a história da música da Coreia do Sul, com mais de 4,1 milhões de cópias vendidas mundialmente até novembro de 2019. Nos Estados Unidos, o álbum esteve entre os mais vendidos de 2019, com cerca de 320 mil cópias comercializadas no mercado norte-americano segundo dados até o mês de maio. 
O vídeo-clipe promocional de "Boy with luv" foi lançado no YouTube e no mesmo dia bateu os recordes de maior estreia da história da plataforma, com mais de 74 milhões de visualizações nas primeiras 24 horas de lançamento e de vídeo a chegar mais rápido em 100 milhões de views, atingindo a marca em 38 horas. O grupo apresentou a canção título no programa de televisão Saturday Night Live em 13 de abril, e a apresentou mundialmente junto a Halsey ao vivo na premiação da Billboard, em 1 de maio de 2019. 
Trata-se do sucessor dos bem recebidos álbuns de 2018: Love Yourself: Tear e Love Yourself: Answer, e precedeu a turnê mundial do grupo, Love Yourself: Speak Yourself. Anunciado para pré-venda desde 13 de março de 2019, o EP alcançou mais de 3 milhões de encomendas apenas na Coreia do Sul, tornando-se o álbum mais pré-vendido da história do país. Map of The Soul: Persona firmou a ascensão do BTS ao patamar de estrelas globais, consolidando a crescente influência do grupo, não apenas no gênero k-pop, mas na música pop mundial. 

## Antecedentes e lançamento
O álbum é considerado o "começo de um novo capítulo" para o grupo, e o primeiro de uma nova série de álbuns.
Em 5 de dezembro de 2018, o rapper, compositor e produtor do grupo Suga fez a postagem de uma foto na conta oficial do grupo no Twitter em que mostrava a tela de seu computador, onde trabalhava em uma canção. A legenda da foto dizia: "Isto é para você, Ed Sheeran". Tratava-se de uma colaboração entre o cantor e compositor britânico e o grupo sul-coreano, que daria origem à canção "Make it right", composta pelo britânico e produzida por Suga, tornando-se uma das principais faixas do álbum.
Durante a cerimônia de entrega do Grammy 2019, realizada no dia 10 de fevereiro em Los Angeles, nos Estados Unidos, o grupo sul-coreano foi convidado pela primeira vez para o evento, sendo um dos principais destaques da premiação, onde estavam indicados a "Best Recording Package" pelo design gráfico do álbum "Love Yourself: Tear", lançado em 2018. No tapete vermelho da premiação, ao serem perguntados sobre o lançamento do mais novo álbum do grupo, o rapper e líder do septeto RM respondeu: "virá o mais breve possível". Também no dia da cerimônia, a compositora americana Melanie Joy Fontana foi informada de que o grupo usaria partes da melodia em que ela trabalhou para eles e que a música poderia ser o single principal do álbum, chamando-se "Boy with luv".

No dia 12 de março de 2019 a Big Hit Entertainment anunciou oficialmente que o BTS lançaria um novo álbum no dia 12 de abril, e que ele se chamaria "Map of the Soul: Persona". Imediatamente, o título do álbum gerou interesse pelas teorias sobre o Mapa da Alma, um conjunto de conceitos apresentado pelo psicólogo e professor americano Murray Stein no livro "Jung: o mapa da alma", de 1998, que se baseia nos densos estudos do psiquiatra suíço e fundador da Psicologia analítica, Carl Jung. A empresa passou a deter os direitos de publicação do livro de Stein na Coreia, e o próprio professor se disse muito feliz pelo grupo ter dado tamanha visibilidade ao tema:  
"Devo dizer que estou entusiasmado por eles estarem interessados em Carl Jung e no meu livro, que a mensagem de Jung e a visão de Jung estão sendo transmitidas para pessoas que de outra forma nunca ouviriam falar sobre ele ou prestariam atenção ao que ele tem a oferecer. Porque eu acho que o que Jung tem a oferecer neste século é uma visão de inteireza e uma visão de integridade e direitos humanos que seria tão valioso para pessoas de todo o mundo entrarem em contato e integrarem em sua vida diária". Murray Stein, autor de "Jung: O mapa da alma", em entrevista ao site Elite Daily. 
O site da Big Hit passou a recomendar a leitura do livro de Stein, fazendo com que ele se tornasse um dos mais vendidos da plataforma Amazon. No dia 13 de março a empresa abriu a pré-venda do álbum, que em menos de cinco dias recebeu mais de 2 milhões de encomendas, tornando um dos álbuns mais vendidos da música sul-coreana antes mesmo do lançamento.  
Em 27 de março foi lançado o primeiro comeback trailer do novo álbum, com RM fazendo uma performance da música "Persona", que seria a introdução do álbum. RM compôs a música, um rap com influências hip hop old school, por cima de um sample da música "Intro: Skool Luv Affair", presente no álbum "Skool Luv Affair", lançado pelo grupo em 2014. Nos versos, RM se questiona sobre quem ele realmente é, além de expor abertamente os desafios de conviver constantemente com a persona de um ídolo da música pop sem perder a própria identidade. O líder do grupo ainda toca em momentos controversos de sua trajetória e fala sobre o que espera para o seu futuro como um jovem comum.  
Nos dias 31 de março e 2 abril, a Big Hit publicou as fotografias conceituais que fariam parte dos encartes do novo álbum, anunciando que haveria quatro versões diferentes do encarte, com sessões de fotos variadas entre eles, além de posters, photocards, uma lâmina de filme com fotos dos integrantes e as partes subsequentes das Notas, que contém as narrativas que têm fundamentado os vídeos musicais do grupo desde 2014. As cores predominantes seriam os tons pasteis, sendo o rosa a cor principal.  
A Big Hit então anunciou que a música single do novo álbum seria "Boy With Luv", e que ela seria uma colaboração com a cantora pop Halsey. O primeiro teaser do clipe da música foi lançado em 3 de abril de 2019, mostrando Halsey interpretando uma funcionária da bilheteria de um cinema chamado "Persona". O vídeo de 40 segundos mostra uma pequena interação entre a cantora e o grupo, revelando que ela se deslocou até a Coreia para filmar junto com os integrantes.   
Em 8 de abril, foi divulgada a capa do álbum, em rosa, e a tracklist, revelando que se trataria de um extended play com sete faixas. Em 10 de abril foi lançado o segundo teaser da canção e do clipe musical, contendo mais detalhes sobre as roupas usadas no vídeo, os cenários, a coreografia e um trecho maior do refrão da música.   
Finalmente, no dia 12 de abril, o clipe musical de "Boy With Luv" foi oficialmente lançado no Youtube, e o álbum completo foi disponibilizado em todas as plataformas de streaming musical, e também em versão física na Coreia do Sul e em mercados seletos.
O clipe da faixa-título do álbum é considerado a maior estreia de um clipe musical no YouTube, alcançando a marca de 74,6 milhões de visualizações válidas, segundo informações oficiais da plataforma.

## Composição e produção
Map of the Soul: Persona tem influências de vários lugares. O álbum em si é baseado no livro Jung: O Mapa da Alma, sobre as teorias que Carl Jung criou para a psicologia.
A faixa-título, "Boy with Luv", foi descrita como uma música pop funk sobre felicidade e amor. Ela serve como uma sequência paralela à sua música anterior, "Boy in Luv". No vídeo de "Persona" palavras como "persona", "sombra" e "ego" aparecem em diversos momentos, as quais são referências diretas às teorias de Carl Jung. Foi descrita como uma música que tenta responder à pergunta "Quem sou eu?".
"Mikrokosmos" e "HOME" são músicas dedicadas aos fãs e falam sobre como o ARMY (fanbase oficial do BTS) é o lar que conforta o BTS quando estão cansados e sozinhos. A faixa "Mikrokosmos" tem o nome da palavra grega para microcosmo, e o nome coreano da música, 소우주 (so-u-ju), significa o mesmo. O BTS também descreveu "Mikrokosmos" dizendo que "pintaria o mundo através do interesse humano".
"Make It Right" é uma colaboração entre o BTS e Ed Sheeran, e "Jamais Vu" é uma canção de unit cantada pelos membros J-Hope, Jin e Jungkook. Houve paralelos entre Mitologia grega, com uma faixa chamada "Dionysus" e algumas de suas imagens teaser segurando uvas. Foi descrita como uma forte canção de hip-hop com uma batida intensa, influência significativa de rock e efeitos de vocoder nos cantores.

## Promoções

### Pré-lançamento
O vídeo introdutório tocado antes da apresentação do grupo no Mnet Asian Music Awards de 2018 em Hong Kong sugeriu o título antes de seu anúncio oficial. Em 27 de março, o trailer do álbum foi lançado, sendo intitulado como "Persona". A música, um solo de RM, rapper e líder do BTS, foi descrita por Natalie Morin, da Refinery29, como "uma música colorida e dinâmica" e "concordando com os temas de maioridade e autodescoberta do grupo".
O trailer da música "Boy with Luv", com a participação da cantora americana Halsey, foi lançado em 7 de abril de 2019. O segundo teaser trailer foi lançado em 10 de abril e contou com uma amostra maior de "Boy with Luv".

### Performances ao vivo
Em 13 de abril de 2019, um dia após o lançamento do álbum, o BTS se apresentou como convidado musical no Saturday Night Live, lançando oficialmente o novo lead single "Boy with luv", com banda instrumental ao vivo, em uma apresentação considerada histórica por serem os primeiros artistas sul-coreanos a se apresentarem no tradicional programa norte-americano. Na ocasião do programa SNL, o grupo também apresentou o remix da canção "Mic drop", parceira do septeto com o DJ norte-americado Steve Aoki.
O BTS apresentou "Boy with luv" junto com a cantora Halsey na premiação da Billboard realizada em 1 de maio de 2019, em uma das performances mais esperadas daquela noite. Na cerimônia, o grupo recebeu os prêmios de "Top Social Artist" pelo terceiro ano consecutivo e "Top Duo/Group", sendo a primeira vez que um grupo sul-coreano recebe o prêmio.
Após a cerimônia, o grupo permaneceu nos Estados Unidos para uma série de apresentações em programas de televisão e para os primeiros shows da turnê mundial "Love Yourself: Speak Yourself". O grupo se apresentou na abertura dos summer concerts do programa Good Morning America, ao vivo no Central Park, em Nova York, em 15 de maio. Uma multidão de fãs acampou por semanas para ver o grupo se apresentar no programa.
No mesmo dia, o grupo fez história novamente ao se apresentar no programa The Late Show with Stephen Colbert, no Ed Sullivan Theatre, o mesmo auditório onde em 1964 os Beatles fizeram sua primeira performance em solo americano, dando início a sua fama mundial. Na apresentação, os integrantes do BTS se vestiram com roupas semelhantes as da banda britânica na apresentação de 1964, e cantaram e dançaram em uma réplica do cenário do palco dos Beatles de 50 anos atrás. A performance foi considerada uma bela homenagem a icônica banda de Liverpool e fez com que o septeto passasse a ser chamado de "os Beatles do século XXI", ainda que o grupo já tenha demonstrado não gostar dessa comparação.
O BTS encerrou sua passagem pelos EUA para promover o novo álbum com uma apresentação na final do programa de talentos The Voice. Após isso, o grupo seguiu para os shows que faria na Europa, sendo Londres o primeiro destino. No Reino Unido, o grupo apresentou "Boy with luv" na final do programa de talentos Britain's Got Talent. Na cidade, eles ainda transmitiram ao vivo o show realizado no Estádio de Wembley em 1º de junho de 2019.

## Obra de arte
Em 1 de abril, o BTS lançou dois conjuntos de fotos de versões para ilustrar o conceito do EP. A versão 1 mostra o "BTS brincando em uma cabine de fotos" com as cenas solo "similarmente mostrando cada membro em uma variedade de poses." A versão 2 "enfatiza lados diferentes, ou personas, de cada membro do BTS", como descrito por Tamar Herman da Billboard. Em 3 de abril, as duas últimas versões foram lançadas: a versão 3 e 4. A versão 3 mostra os membros com rosas em salas com tons de rosa. A  versão 4 mostra cada membro comendo uvas ou morangos e vestindo roupas elegantes e jóias.

## Recepção da critica
| Críticas profissionais | Críticas profissionais |
| Pontuações agregadas   | Pontuações agregadas   |
| Fonte                  | Avaliação              |
| ---------------------- | ---------------------- |
| Metacritic             | 76/100                 |
| Avaliações da crítica  |                        |
| Fonte                  | Avaliação              |
| AllMusic               | [ 32 ]                 |
| NME                    | [ 33 ]                 |
| The Guardian           | [ 34 ]                 |
| The Independent        | [ 35 ]                 |
| The Line of Best Fit   | 9.5/10                 |
| Variety                | favorável              |

Neil Z. Young, da AllMusic, deu ao álbum uma crítica positiva, afirmando: "Embora seja apenas a primeira peça do quebra-cabeça, por si só, "Map of the Soul: Persona" é uma celebração apropriada para um grupo no topo do seu jogo". Rhian Daly, da NME, escreveu que "Map of the Soul: Persona" impressiona e coesivamente voa de gênero para gênero, mas soa mais confiante do que nunca."
Douglas Greenwood, da The Independent, no entanto, deu ao álbum uma crítica mista, apontando que, "Quando eles estão em seus próprios pés sem alguma co-estrela, o BTS ainda está totalmente confiante de seu próprio som "mas" a música, produção, cai um pouco no esquecimento quando se trata de abrir novos caminhos".

## Desempenho comercial
De acordo com a iriver Inc, a distribuidora do Map of the Soul: Persona, as pré-vendas para o álbum ultrapassaram 2,68 milhões de cópias nos primeiros cinco dias do período de pré-venda. Em 11 de abril, um dia antes do lançamento do álbum, foi revelado pela Naver que o álbum atingiu um total de 3,07 milhões de pré-encomendas. O álbum vendeu mais de 1 milhão de cópias na parada musical do Hanteo em menos de 3 horas após o lançamento, tornando-se o álbum mais rápido a conseguir tal feito. O álbum vendeu mais de 1,6 milhão de cópias nas primeiras 24 horas, tornando-se o álbum mais vendido de 2019 na Coreia, tornando o BTS o único com 4 álbuns a ter mais de 1 milhão de vendas no Hanteo.
O álbum estreou em primeiro lugar no chart norte-americano de álbuns US Billboard 200, alcançando mais de 320 mil cópias vendidas nos Estados Unidos até maio de 2019, fazendo com o BTS se tornasse o primeiro grupo a repetir o feito de colocar três álbuns em primeiro lugar de vendas em menos de um ano ("Love Yourself: Tear", "Love Yourself: Answer" e "Map of the soul: Persona") realizada apenas pelos Beatles com os álbuns "With the Beatles", "A hard day's night" e "Beatles for sale", todos estreando em primeiro lugar em 1964, além de lançamentos seus posteriores que repetiriam o feito.

## Lista de músicas
Créditos adaptados das notas do álbum físico. Todas as músicas contaram com participação dos membros do BTS, a menos que seja creditado. Suga e J-Hope participaram da composição da maioria das faixas. O líder RM esteve na composição de todas as músicas do álbum.
| N.º            | Título                                              | Compositor(es)                                                                                     | Produtor(es)                                                                                    | Duração |  |
| 1.             | "Intro: Persona"                                    | RM                                                                                                 | Hiss noise, Pdogg, RM                                                                           | 2:54    |  |
| 2.             | "Boy with Luv" (작은 것들을 위한 시) (feat. Halsey) | Pdogg, Jungkook, RM, Halsey, Melanie Joy Fontana, Suga, J-Hope                                     | Pdogg, "hitman" bang, RM, Halsey, Melanie Joy Fontana, Michel "Lindgren" Schulz, Emily Weisband | 3:49    |  |
| 3.             | "Mikrokosmos" (소우주)                              | RM, J-Hope, Pdogg, Halsey, SUGA, ”hitman” Bang, Emily Weisband, Melanie Joy Fontana, Michel Schulz | ARCΛDES (Matty Thomson/Max Lynedoch Graham)                                                     | 3:46    |  |
| 4.             | "Make It Right"                                     | Fred Gibson, Ed Sheeran, RM, J-Hope, Fred Gibson, SUGA, Jo Hill, Bengy Gibson                      | Ed Sheeran, RM, J-Hope, Fred Gibson, SUGA, Jo Hill, Bengy Gibson                                | 3:42    |  |
| 5.             | "HOME"                                              | RM, J-Hope, Suga, Pdogg, Lauren Dyson, , Tushar Apte, Krysta Youngs, Julia Ross, 송재경            | RM, J-Hope, Pdogg, Lauren Dyson, Suga, Tushar Apte, Krysta Youngs, Julia Ross, 송재경           | 4:00    |  |
| 6.             | "Jamais Vu" (Jin, J-Hope e Jungkook)                | ARCΛDES, Bad Milk (Owen Roberts), Marcus McCoan, RM, J-Hope, "hitman" bang                         | James F. Reynolds, Stewart                                                                      | 3:46    |  |
| 7.             | "Dionysus"                                          | RM, J-Hope, Pdogg, Suga, Supreme Boi, Roman Campolo                                                | RM, J-Hope, Pdogg, Suga, Supreme Boi, Roman Campolo                                             | 4:08    |  |
| Duração total: | Duração total:                                      | Duração total:                                                                                     | Duração total:                                                                                  | 26:05   |  |